# Сами Хюупия
Са̀ми Туомас Хюу̀пия (на фински Sami Tuomas Hyypiä) е финландски футболист-национал, защитник. 

## Кариера
Роден е на 7 октомври 1973 г. в Порвоо, Финландия.
Хюупия започва своята кариера във финландския МюПа, с който печели Купата на Финландия през 1992 г. Прави своя дебют за националния отбор на Финландия срещу Тунис и благодарение на своята постоянна добра форма привлича вниманието на холандския Вилем II, който го закупуват през 1995 г. Сезонът 1998 – 99 е неговия най-успешен в Холандия, като извежда отбора до място в Шампионската лига. Не се включва обаче в самия шампионат, тъй като през 1999 г. е купен от ФК Ливърпул и започва да играе в Англия. 
В Ливърпул Хюупия създава бързо разбирателство с централния защитник Стефан Аншо и тяхното партньорство в отбрана е ключова част от стратегията на отбора на Жерар Улие. В „Ливърпул“ играе заедно с Джейми Карагър. Нивото му на игра достига дори и до по-високо равнище по време на спечелването на требъла през 2000/2001 г., когато той изиграва цял сезон без да получи жълт или червен картон. В остсъствието на контузения капитан Джейми Реднап и втория капитан Роби Фаулър, Хюупия приема ролята на капитан и извежда отбора като такъв, както във финала за ФА Къп, така и във финала за Купата на УЕФА. Той също така е капитан на отбора и по време на победата над Манчестър Юнайтед за Чарити Шийлд и при успеха над Байерн Мюнхен за Суперкупата на Европа. След продажбата на Фаулър и Реднап, Сами е определен за капитан от Жерер Улие през април 2002 г. преди Стивън Джерард да наследи лентата през октомври 2003 г.
От лятото на 2009 г. е играч на немския Байер Леверкузен. 